# جیلن هریس
جیلن هریس (انگلیسی: Jalen Harris؛ زادهٔ ۱۴ اوت ۱۹۹۸) بازیکن بسکتبال اهل ایالات متحده آمریکا است.